# 乙字湯
乙字湯（おつじとう）は、漢方薬方剤の一つ。当帰、柴胡、黄芩（オウゴン）、甘草、升麻、大黄を処方構成生薬とする。

## 概要
乙字湯は、主に痔疾にもちいられる日本で作られた処方である。原典は原南陽の「叢桂亭医事小言（ソウケイテイイジショウゲン）」。浅田宗伯が改良した「勿誤薬室方函（フツゴ-アヤマルナカレ- ヤクシツ ホウカン）」の処方が現在使用されている。名称は、水戸藩の侍医であった原南陽が創作した戦陣で活用できる処方の2番目を意味している。列挙すれば、甲字湯（桂枝茯苓丸の改良。女性の血行障害→刀傷や内出血に応用）、乙字湯（痔疾）、丙字湯（淋証＝排尿障害ストレス対応やノイローゼ）、丁字湯（胃腸病）である。
小柴胡湯を改良し、下腹部の消炎止血、血行改善（駆瘀血）、垂れ下がった患部の吊上げ（升提、しょうてい）、便通改善などの効能を期待する構成。痔疾薬としてサイコ・ショウマの升提、トウキの駆瘀血作用、トウキ・ダイオウの便秘改善が特徴的である。
効能については、創薬した原・浅田は、痔疾のほか、肛門陰部痛痒感、ノイローゼや自律神経失調にも効能を挙げている。浅田は「此方甘草ヲ多量ニセザレバ効ナシ」として、カンゾウの増量を指示している。
また、下痢しやすいダイオウを省いた「乙字湯去大黄」や、いずれも駆瘀血作用をもつ薬種である、元のトウキにボタンピ、トウニンを加え、ダイオウをより穏やかなドクダミに変更した大塚敬節の乙字湯もある。

## 適応
- 中程度以上の体力のある者の、痔疾、痔核、脱肛、肛門出血、痔疾の疼痛など。

## 組成
- トウキ
- サイコ
- オウゴン
- カンゾウ
- ダイオウ
- ショウマ